# باشگاه فوتبال راج‌پراچا
باشگاه فوتبال راج‌پراچا یک باشگاه فوتبال حرفه‌ای تایلندی است. این باشگاه در حال حاضر در لیگ ۳ تایلند بازی می‌کند.